# 中兴大桥 (宁波)
中兴大桥是浙江省宁波市的一座跨江大桥，大桥位于鄞州区和江北区之间，跨越甬江，为矮塔斜拉桥。主桥设有两层，即上层通车、下层供行人和非机动车通行，桥梁全长1.7公里，最大跨度为400米，桥梁宽度为29米，桥梁设有曙光北路上下匝道和大庆北路上下匝道，工程于2016年11月17日开工，2019年1月16日合龙，2020年9月29日通车，当时北侧仅大庆北路匝道通车。2023年4月28日北连接线通车，工程全线通车。